# Ammoni nyelv
Az ammoni nyelv vagy ammonita nyelv az óhéberrel és a moábival szoros rokonságban álló kihalt kánaáni nyelv, amelyet a mai Jordánia északnyugati részén beszéltek. Az ókorban itt állt fenn Ammon független állama.
A moábihoz hasonlóan valószínűleg óhéber ábécével írták a nyelvet. Csak kevés fennmaradt írásos emléke van és azok is rendszerint töredékesek. A leghíresebb forrása az ammáni citadella egyik oromzatán 1961-ben felfedezett írás. A nyelv arámi hatásoknak volt kitéve, lényegében ez különbözteti meg leginkább a hébertől. Ahogy a moábi esetében így az ammoni nyelv esetében is számos nyelvész úgy tartja, hogy ez csupán egy arámi hatásnak kitett héber nyelvjárás és nem különálló nyelv.